# TSVgg Stuttgart-Münster
Die TSVgg Stuttgart-Münster 1875/99 e. V. ist ein deutscher Sportverein mit Sitz im Stuttgarter Stadtbezirk Münster.

## Geschichte

### Fußball

#### Zweiter Weltkrieg und Nachkriegszeit
Die erste Fußball-Mannschaft nahm zum damaligen Zeitpunkt noch als TSV Münster am Ende der Saison 1942/43 an der Aufstiegsrunde zur Gauliga Württemberg innerhalb der Gruppe I teil. Mit 3:9 Punkten landete die Mannschaft jedoch auf dem letzten Platz und verpasste somit den Aufstieg. Zur Saison 1946/47 stieg Münster noch einmal in die zweitklassige Landesliga Württemberg auf. Am Saisonende musste man auf dem 12. und damit letzten Platz mit lediglich 7:37 Punkten direkt wieder absteigen.
Als Teilnehmer an der 2. Amateurliga qualifizierte sich die Mannschaft für den WFV-Pokal der Saison 1954/55. Dort scheiterte die Mannschaft bereits in der 1. Runde mit 1:4 beim SV Göppingen.

#### Gegenwart
In der Saison 2003/04 spielte der Verein in der Kreisliga A Stuttgart und belegte dort mit 40 Punkten den fünften Platz. In der Saison 2008/09 gelang mit 53 Punkten die Meisterschaft und somit der Aufstieg in die Bezirksliga. Dort konnte in der darauffolgenden Saison mit 45 Punkten „locker“ die Klasse gehalten werden. Am Ende der Saison 2011/12 gelang auch hier die Meisterschaft mit 76 Punkten, womit die Mannschaft in die Landesliga Württemberg aufsteigen durfte. Hier stand mit nur 23 Punkten am Ende der Saison der 15. Platz und damit der direkte Abstieg wieder an. Zurück in der Bezirksliga erlangte man in der Saison 2014/15 mit 67 Punkten (der Meister SC Stammheim hatte ebenfalls 67 Punkte, jedoch das bessere Torverhältnis) die Vizemeisterschaft. Diese berechtigte zur Teilnahme an einem Entscheidungsspiel um den Aufstieg in die Landesliga. Dort traf man auf den 1. FC Donzdorf, an dem man mit 1:2 scheiterte. Nach mehreren zweistelligen Tabellenplatzierungen musste der Verein nach der Saison 2017/18 wieder in die Kreisliga A absteigen. Dort spielt die Mannschaft bis heute.

## Persönlichkeiten

### Fußballspieler
- Jens Grahl (* 1988)
- Enis Hajri (* 1983)
- Erwin Läpple (* 1925)
- Alfred Lehmann (1911–unbekannt)
- Bernd Martin (1955–2018)
- Mustafa Parmak (* 1982)

### Ringer
- Fritz Stange (1936–2013)

### Turner
- Erich Wied (1923–1987)
- Theo Wied (1923–1995)